# Emiliano Grillo
Emiliano Grillo (nascido em 14 de setembro de 1992) é um golfista profissional argentino que joga no PGA Tour. Venceu o Frys.com Open de 2015 no PGA Tour.
Se tornou profissional em 2011.
Grillo representou a Argentina no torneio individual masculino do golfe nos Jogos Olímpicos de Verão de 2016, no Rio de Janeiro, Brasil.